# Bülbüllü, Piraziz
Bülbüllü là một xã thuộc huyện Piraziz, tỉnh Giresun, Thổ Nhĩ Kỳ. Dân số thời điểm năm 2011 là 263 người.